# Recopa Africana 1986
La Recopa Africana 1986 es la 12.ª edición de este torneo de fútbol a nivel de clubes de África organizado por la CAF y que contó con la participación de 38 equipos campeones de copa de sus respectivos países, 3 más que en la edición anterior.
El Al-Ahly de Egipto venció en la final al AS Sogara de Gabón para convertirse en el primer equipo en ganar el título por tercer año consecutivo y el quinto consecutivo para Egipto en el torneo.

## Ronda Preliminar
| Equipo 1            | Agr.    | Equipo 2          | Ida | Vuelta |
| ------------------- | ------- | ----------------- | --- | ------ |
| Al Merreikh         | 1-2     | AS Tempête Mocaf  | 1-1 | 0-1    |
| CD Elá Nguema       | 1-3     | AS Fonctionnaires | 0-0 | 1-3    |
| Mbabane Highlanders | 5-4     | SC Kiyovu Sport   | 4-2 | 1-2    |
| Kamboi Eagles FC    | w.o.1   | ASC Police        |     |        |
| LPF Maseru          | 2-3     | Fortior Mahajanga | 0-0 | 2-3    |
| Starlight Banjul    | 4-2     | Benfica de Bissau | 3-1 | 1-1    |
| Vital'O FC          | 2-2 (a) | FC Petroleum      | 1-0 | 1-2    |

- 1: El AS Police abandonó el torneo antes del partido de ida

## Primera Ronda
| Equipo 1                 | Agr.        | Equipo 2                | Ida | Vuelta |
| ------------------------ | ----------- | ----------------------- | --- | ------ |
| Al-Ahly                  | 2-1         | Express FC              | 2-0 | 0-1    |
| AS Kaloum Star           | 1-2         | Difaâ Hassani El Jadidi | 1-0 | 0-2    |
| AS Sogara                | 3-1         | Sekondi Hasaacas FC     | 3-0 | 0-1    |
| AS Tempête Mocaf         | 2-3         | Ismaily SC              | 2-0 | 0-3    |
| AS Dragons FC de l'Ouémé | w.o.1       | Abiola Babes            | 2-0 | n/p    |
| Ferroviário da Huíla     | 1-3         | AS Kalamu               | 1-3 | 0-0    |
| Foadan FC                | 4-2         | SC Gagnoa               | 3-0 | 1-2    |
| AS Fonctionnaires        | 2-5         | Al Ahly Trípoli         | 1-0 | 1-5    |
| Fortior Mahajanga        | 2-3         | Miembeni                | 2-2 | 0-1    |
| Mbabane Highlanders      | 3-3 (a)     | Eritrea Shoe Factory    | 1-1 | 2-2    |
| Highlanders FC           | 1-5         | Power Dynamos FC        | 1-3 | 0-2    |
| MP Oran                  | w.o.2       | Kamboi Eagles FC        |     |        |
| Mighty Barrolle          | 2-1         | Union Douala            | 0-0 | 2-1    |
| Starlight Banjul         | 2-2 (3-4 p) | ASC Diaraf              | 1-1 | 1-1    |
| Vital'O FC               | 1-2         | AFC Leopards            | 1-1 | 0-1    |
| CS Hammam-Lif            | bye         |                         |     |        |

- 1: El partido de vuelta fue abandonado por ambos equipos por haber sido descalificados; El Dragons por alinear a un jugador inelegible para el torneo y el Abiola por la invasión de sus aficionados al terreno de juego.
- 2: El Kampoi Eagles FC abandonó el torneo antes del partido de ida

## Segunda Ronda
| Equipo 1                | Agr.     | Equipo 2        | Ida | Vuelta |
| ----------------------- | -------- | --------------- | --- | ------ |
| Leopards                | 2-4      | Kalamu          | 1-1 | 1-3    |
| Difaâ Hassani El Jadidi | w.o.1    | Al-Ahly Trípoli |     |        |
| Diaraf                  | 2-2 (v.) | Hammam-Lif      | 2-1 | 0-1    |
| Mbabane Highlanders     | 0-8      | Al-Ahly         | 0-5 | 0-3    |
| Ismaily                 | 1-0      | MP Oran         | 1-0 | 0-0    |
| Miembeni                | 1-5      | Power Dynamos   | 1-1 | 0-5    |
| Mighty Barrolle         | 3-4      | Foadan          | 3-2 | 0-2    |
| Sogara                  | bye2     |                 |     |        |

- 1: El Al Ahly (Tripoli) fue descalificado antes del partido de ida debido a que la Libyan Football Federation fue suspendida por la CAF por no pagar las cuotas de inscripción
- 2: El AS Sogara debía enfrentar al vencedor de AS Dragons FC de l'Ouémé vs Abiola Babes (ambos fueron descalificados)

## Cuartos de final
| Equipo 1                | Agr.         | Equipo 2      | Ida | Vuelta |
| ----------------------- | ------------ | ------------- | --- | ------ |
| Al-Ahly                 | 2-1          | Power Dynamos | 2-0 | 0-1    |
| Sogara                  | 5-2          | Foadan        | 3-1 | 2-1    |
| Difaâ Hassani El Jadidi | 0-0 (3-4 p.) | Hammam-Lif    | 0-0 | 0-0    |
| Kalamu                  | 2-3          | Ismaily       | 2-0 | 0-3    |

## Semifinales
| Equipo 1   | Agr.     | Equipo 2 | Ida | Vuelta |
| ---------- | -------- | -------- | --- | ------ |
| Al-Ahly    | 1-1 (v.) | Ismaily  | 0-0 | 1-1    |
| Hammam-Lif | 0-3      | Sogara   | 0-0 | 0-3    |

## Final
| Equipo 1 | Agr. | Equipo 2 | Ida | Vuelta |
| -------- | ---- | -------- | --- | ------ |
| Al-Ahly  | 3-2  | Sogara   | 3-0 | 0-2    |

## Campeón
| Recopa Africana 1986 |
| -------------------- |
| Bandera de Egipto    |
| Al-Ahly 3º Título    |